# جزمة

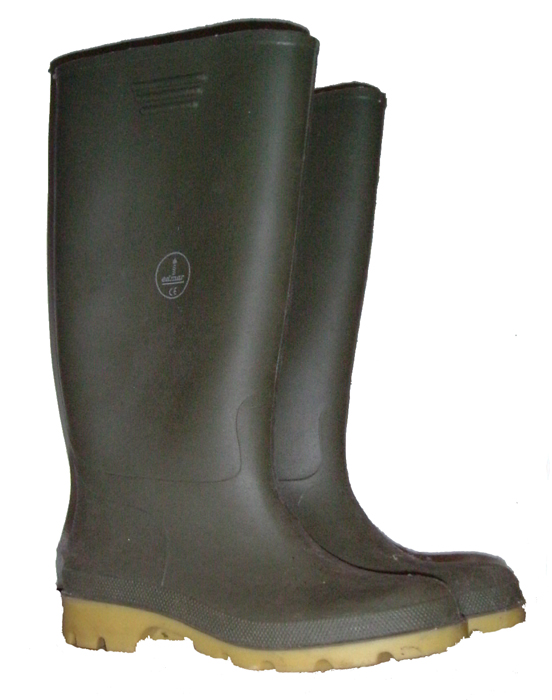
جزمة مضادة لتسرب المياه مصممة كي يخوض لابسها في برك المياه أو الوحول.

الجزمة أو البسطار أو البوط هي حذاء عالي الساق يسمى في معظم البلدان حذاء برقبة.

## التسمية
الاسم أصله تركي (بالتركية: çizme)‏ ومعناه الحذاء عالي الساق. في بعض العاميات يطلق على لباس القدم عامة.

## نطاق الاستخدام
تستخدم الجزمة في حالات عديدة منها:
- من باب الموضة فالجزمة قد أصبحت موضة في العديد من الفترات خصوصاً عند النساء، وفي هذه الحالة فإن شكل الجزمة يختلف، وقد يتم إضافة زخارف أو ريش أو فرو لها بقصد الزينة. وقد تصنع الجزمة من الجلد الطبيعي أو المواد اللدائنية مثل البي في سي .
- في العمل للوقاية من الأتربة أو الأوساخ حال التوغل في الأوحال
- في العمل لغرض الأمان حيث توجد خطورة أن تصيب أشياء ثقيلة القدمين.
- للحماية من تسرب الماء عند التوغل في المياه الضحلة.

## اقرأ أيضاً
- ماسح الأحذية
- حذاء
- صندل